# Heimatpfleger
Heimatpfleger sind meist ehrenamtlich tätige und von offizieller Seite bestellte Personen, die sich für die Heimatpflege und ähnliche Bereiche in ihrem zuständigen Gebiet engagieren. Sie beraten und unterstützen Landkreise und kreisfreie Städte, Gemeinden, Museen, Vereine, Schulen, Kirche und Privatpersonen. Sie können Mitglied von Fachausschüssen der öffentlichen Verwaltungen sein und leiten häufig selbst einen Heimatverein. Den Begriff Heimatpfleger hat Otto Merkt etabliert. 
Es wird allgemein zwischen hauptamtlich angestellten Bezirksheimatpflegern und ehrenamtlichen Kreisheimatpflegern, Stadt- oder Ortsheimatpflegern differenziert. Dabei unterscheiden sich die jeweiligen Richtlinien für Heimatpfleger je nach Bundesland.

## Aufgaben der Heimatpfleger
Der Heimatpfleger soll unter Berücksichtigung der örtlichen Gegebenheiten in folgenden Sachgebieten tätig werden: 
- Natur und Landschaft
- Ortsgeschichte
- Baudenkmalpflege
- Bodendenkmalpflege
- Bau- und Kunstdenkmalpflege
- Volkskunde
- Schrifttum
- Sprachpflege
- Jugendarbeit / Zusammenarbeit mit Schulen

### Ortsheimatpfleger
Das Amt des Ortsheimatpflegers ist ein Ehrenamt. Ortsheimatpfleger existieren in vielen Orten Deutschlands, in Städten, in Gemeinden und in Gemeinde- und Stadtteilen. Oft sind Ortsheimatpfleger im Vorstand örtlicher Heimatvereine. In Westfalen sollen Ortsheimatpfleger Mitglied im Westfälischen Heimatbund sein, damit sie das damit verbundene Stimmrecht im Heimatbund erwerben. Auch in Bayern werden die Ortsheimatpfleger Mitglied beim Bayerischen Landesverein für Heimatpflege. Der Ortsheimatpfleger wird vom Kreisheimatpfleger bestellt.
Die Bestellung zum Ortsheimatpfleger erfolgt ohne zeitliche Begrenzung oder für eine bestimmte Zeit (mindestens aber vier Jahre). Eine Wiederbestellung ist möglich. Das Amt endet durch Tod, Zeitablauf, Aufgabe des Amtes oder Widerruf der Bestellung durch den Kreisheimatpfleger.

## Regelung in Bayern
In Bayern ist die rechtliche Grundlage für Heimatpfleger die gemeinsame Bekanntmachung Nr. IV/2-7/92079 und Nr. I B 1-3003-1/I des Staatsministeriums für Unterricht und Kultus und des Staatsministeriums des Innern vom 17. Februar 1981.
Der Arbeitsschwerpunkt der Heimatpfleger liegt in der Praxis im Denkmalschutz. Im Bayerischen Denkmalschutzgesetz (DSchG) ist hierzu in Artikel 13 verankert: „Die Heimatpfleger beraten und unterstützen die Denkmalschutzbehörden und das Landesamt für Denkmalpflege in den Fragen der Denkmalpflege und des Denkmalschutzes. Ihnen ist durch die Denkmalschutzbehörden in den ihren Aufgabenbereich betreffenden Fällen rechtzeitig Gelegenheit zur Äußerung zu geben.“ Die meisten bayerischen kreisfreien Städte und Landkreise erlassen Satzungen über die Rechtsverhältnisse der Heimatpfleger sowie Dienstanweisungen, in denen Aufgaben, Rechte und Pflichten präzisiert werden.
Derzeit gibt es etwa 250 Heimatpfleger in Bayern (Stand 2006). 
Die Dachorganisation der bayerischen Heimatpfleger ist der Bayerische Landesverein für Heimatpflege.